# Dălgo pole
Dălgo pole (bulgariska: Дълго поле) är ett distrikt i Bulgarien.   Det ligger i kommunen Obsjtina Kalojanovo och regionen Plovdiv, i den centrala delen av landet, 130 km öster om huvudstaden Sofia.